# Joanna Mądroszkiewicz
Joanna Mądroszkiewicz (ur. 22 marca 1956 w Szczecinie, zm. 4 czerwca 2014) – polska skrzypaczka i poetka.

## Życiorys
Uczyła się gry na skrzypcach u Zygmunta Waltera w Szczecinie i w Państwowej Wyższej Szkole Muzycznej w Gdańsku w klasie Stefana Hermana. W 1978 uzyskała stopień magistra sztuki na tej uczelni (temat pracy dyplomowej: Problematyka wykonawcza "24 Kaprysów op.1" Niccola Paganiniego). Uczęszczała na kursy mistrzowskie u belgijskiego skrzypka Arthura Grumiaux. W 1976 zdobyła nagrodę na Konkursie Skrzypcowym im. Niccolò Paganiniego w Genui. 
W 1981 wyjechała na stałe do Austrii. W latach 1981–1985 studiowała podyplomowo u Güntera Pichlera w Hochschule für Musik w Wiedniu. Debiutowała na scenie Wiener Konzerthaus 14 grudnia 1981. W późniejszych latach zagrała również m.in. na scenie Wiener Musikverein (m.in. wykonanie koncertu skrzypcowego Egona Josepha Wellesza z Filharmonikami Wiedeńskimi w 2003), filharmonii w Kolonii, Berlinie i Warszawie. Występowała na festiwalu muzycznym w Salzburgu (debiut w 1998 w koncercie Kurta Weilla z Filharmonikami Wiedeńskimi) i wiedeńskim Frühlingsfestival. Przy nagrywaniu koncertów skrzypcowych Karola Szymanowskiego współpracowała z orkiestrami Wiener Symphoniker, Brucknerhaus w Linzu i Het Residentie z Hagi. 
W repertuarze miała wszystkie utwory solowe Jana Sebastiana Bacha i wszystkie kompozycje Paganiniego, sonaty skrzypcowe Beethovena, Haydna, Brahmsa, utwory Mozarta, Schuberta i Schumanna, z dzieł polskich kompozytorów - większość dzieł skrzypcowych Henryka Wieniawskiego i Karola Szymanowskiego oraz utwory Grażyny Bacewicz, Zbigniewa Bargielskiego, Witolda Lutosławskiego, Mieczysława Karłowicza i Fryderyka Chopina. Nagrała płyty z utworami Wieniawskiego, Chopina (z pianistą Paulem Guldą), Haydna, Beethovena, Wellesza, Mozarta (płyta Hommage a Mozart została wyróżniona nagrodą Wiener Flötenuhr). 

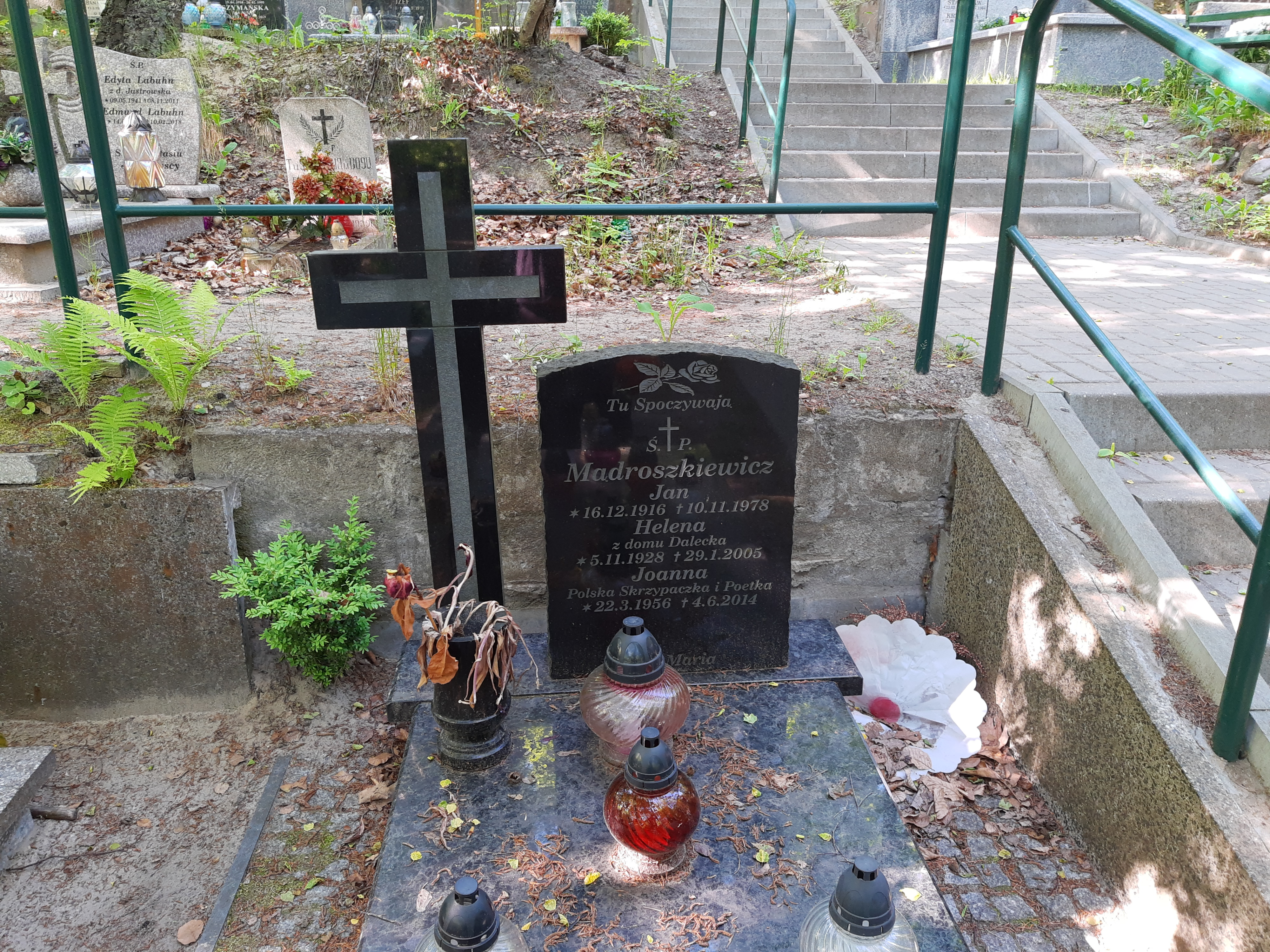
Grób Joanny Mądroszkiewicz na cmentarzu Witomińskim

Była wychowawczynią wiedeńskiej Hochschule für Musik. Od 1992 przygotowywała programy koncertów pod nazwą „Dialog Art Concert” mających służyć szukaniu dróg do porozumienia między ludźmi różnych religii i narodowości. Ich owocem była m.in. jej płyta Dialog z kompozycjami twórców pochodzenia żydowskiego nagrana w synagodze w Eisenstadt. W 1994 została odznaczona Krzyżem Oficerskim Orderu Zasługi Rzeczypospolitej Polskiej.
Wydała dwa tomiki poezji: Zielona wyspa (Kraków 2012) i Polskie drogi – warkocze miłości (Kraków 2013).
Pochowana na cmentarzu Witomińskim (kwatera 11-23-5).